# Liste des présidents du Kazakhstan
Ce tableau présente la liste des présidents de la république du Kazakhstan depuis le 24 avril 1990, date de l'indépendance du Kazakhstan.

## Liste
| No | Portrait               | Titulaire (Naissance-mort)          | Élection | Mandat            | Mandat                   | Mandat                      | Parti politique | Parti politique                         |
| No | Portrait               | Titulaire (Naissance-mort)          | Élection | Début             | Fin                      | Durée                       | Parti politique | Parti politique                         |
| -- | ---------------------- | ----------------------------------- | -------- | ----------------- | ------------------------ | --------------------------- | --------------- | --------------------------------------- |
| 1  | Noursoultan Nazarbaïev | Noursoultan Nazarbaïev (né en 1940) | 1990     | 24 avril 1990     | 1er décembre 1991        | 28 ans, 10 mois et 24 jours |                 | Parti communiste (jusqu'en sept. 1991)  |
| 1  | Noursoultan Nazarbaïev | Noursoultan Nazarbaïev (né en 1940) | 1991     | 1er décembre 1991 | 11 janvier 1999          | 28 ans, 10 mois et 24 jours |                 | Indépendant (jusqu'en fév. 1999)        |
| 1  | Noursoultan Nazarbaïev | Noursoultan Nazarbaïev (né en 1940) | 1999     | 11 janvier 1999   | 11 janvier 2006          | 28 ans, 10 mois et 24 jours |                 | Otan Nour-Otan (à partir de déc. 2006)  |
| 1  | Noursoultan Nazarbaïev | Noursoultan Nazarbaïev (né en 1940) | 2005     | 11 janvier 2006   | 4 avril 2011             | 28 ans, 10 mois et 24 jours |                 | Otan Nour-Otan (à partir de déc. 2006)  |
| 1  | Noursoultan Nazarbaïev | Noursoultan Nazarbaïev (né en 1940) | 2011     | 4 avril 2011      | 27 avril 2015            | 28 ans, 10 mois et 24 jours |                 | Otan Nour-Otan (à partir de déc. 2006)  |
| 1  | Noursoultan Nazarbaïev | Noursoultan Nazarbaïev (né en 1940) | 2015     | 27 avril 2015     | 20 mars 2019 (démission) | 28 ans, 10 mois et 24 jours |                 | Otan Nour-Otan (à partir de déc. 2006)  |
| 2  | Kassym-Jomart Tokaïev  | Kassym-Jomart Tokaïev (né en 1953)  | —        | 20 mars 2019      | 12 juin 2019             | 6 ans, 1 mois et 20 jours   |                 | Nour-Otan (renommé Amanat en mars 2022) |
| 2  | Kassym-Jomart Tokaïev  | Kassym-Jomart Tokaïev (né en 1953)  | 2019     | 12 juin 2019      | 26 novembre 2022         | 6 ans, 1 mois et 20 jours   |                 | Amanat (jusqu'en avril 2022)            |
| 2  | Kassym-Jomart Tokaïev  | Kassym-Jomart Tokaïev (né en 1953)  | 2022     | 26 novembre 2022  | en cours                 | 6 ans, 1 mois et 20 jours   |                 | Indépendant                             |